# Se adesso te ne vai
Se adesso te ne vai è un brano musicale del cantautore italiano Massimo Di Cataldo, pubblicato nel 1996 come primo singolo estratto dall'album Anime.

## Il brano
Con questa canzone, scritta insieme a Bruno Laurenti, Di Cataldo partecipò al Festival di Sanremo 1996, per la prima volta nella categoria Big, classificandosi al sesto posto. Il brano, che è considerato il più grande successo del cantautore, ha raggiunto notevole popolarità non solo in Italia, ma anche all'estero, soprattutto in Spagna e Sud America, grazie alla sua versione in lingua spagnola Si dices que te vas.
Nel 2016, per festeggiare il 20º anniversario della sua pubblicazione, l'artista ha inciso una nuova versione acustica del brano.
Nel 2023 il brano in lingua spagnola, interpretato in una nuova versione dalla band cilena Natalino insieme allo stesso Massimo Di Cataldo, viene pubblicato come singolo e distribuito su tutte le piattaforme digitali da Warner Music. L'anno successivo il singolo viene pubblicato nella raccolta di successi italiani Natalianissimo, che vede la collaborazione del gruppo Natalino con alcuni dei più popolari artisti del panorama musicale italiano.

## Il video
Il video originale della canzone è stato girato a Milano per la regia di Alberto Colombo. 
Nel 2016, dopo vent'anni dalla sua pubblicazione, viene realizzato un nuovo video del brano in versione acustica, diretto da Antonio Levita. Le riprese interne di questo video sono state girate al Teatro Posillipo di Napoli, mentre quelle esterne sono state girate presso le località di Sant'Agata de' Goti e Acerra.

## Tracce
1. Se adesso te ne vai – 4:05
2. Sempre avanti – 5:10

## Classifiche
| Classifica (1996) | Posizione massima |
| ----------------- | ----------------- |
| Italia            | 13                |